# Крус, Анна
Анна Крус Лебрато (исп. Anna Cruz Lebrato; род. 27 октября 1986 года в Барселоне, Испания) — испанская профессиональная баскетболистка, выступающая за команду Женской национальной баскетбольной ассоциации «Миннесота Линкс». Играет на позиции атакующего защитника. Серебряный и бронзовый призёр чемпионатов мира, бронзовый призёр чемпионата Европы, серебряный призёр чемпионата Европы 2004 (девушки до 18 лет), финалист Евролиги ФИБА.

## Биография
Анна Крус — профессиональную карьеру баскетболистки начала с юношеской команды «Университат де Барселона» в сезоне 2001—2002 годов. Первым профессиональным клубом Анны Крус в карьере стала сильнейшая команда Чемпионата Испании по баскетболу среди женщин начала 2000—х годов «Университат де Барселона». В сезоне 2002—2003 года она выходила в составе взрослой команды «Университат де Барселона» в чемпионате 17 играх отыграла 71 минуту и забросила 9 очков.
В 2003 году приглашена играть за сборную Испании (девушки до 18 лет) с квалификационных игр чемпионата Европы 2004 (девушки до 18 лет). В первом официальном матче против сборной Израиля набрав среди девочек больше всех очков в игре — 13.
Пройдя отборочные игры, выйдя в финальный турнир и дойдя до финала сборная Испании (девушки до 18 лет) проиграла сборной России (девушки до 18 лет) завоевав серебряные медали и путевку на Чемпионат мира по баскетболу (девушки до 19 лет) 2005 года в Тунисе. Анна играла в основном составе весь финальный турнир и на площадке провела в финале большую часть игры.
В возрасте 18 лет за клуб 10 декабря 2004 года в игре «Университат де Барселона» и «УСК Блекс» (Прага) она впервые проводит 7 минут в Женской Евролиге.
Отыграв в чемпионате Испании по баскетболу среди женщин за «Университат де Барселона» сезон 2004—2005 года она в 2005 году перешла в клуб «Арранс Джописа Бургос» (ныне «КБ Сьюдад де Бургос»).
На чемпионат мира по баскетболу (девушки до 19 лет) 2005 года в Тунисе она в составе сборной Испании (девушки до 19 лет) заняла 5 место.
В 2006 году играла на чемпионате Европы 2006 (девушки до 20 лет) в Венгрии в составе сборной Испании (девушки до 20 лет). с командой дошла до полуфинала, где проиграла сборной России (девушки до 20 лет) Анна была лучшая в составе сборной Испании в полуфинальной игре набрав 18 очков. Проиграв так же матч за 3 место сборной Франции заняли в итоге 4 место, но квалифицировалась на чемпионат мира по баскетболу (девушки до 21 года) 2007 года в России.
На молодёжном чемпионате мира по баскетболу (девушки до 21 года) сборная Испании (девушки до 21 года) выступила неудачно заняв 9 место. Как и сборная Крус отыграла удачно в двух матчах со сборной Бразилии набрав 30 очков и сборной Японии 19 очков, но проиграв в игре Японии наступил спад в игре и последовали дальнейшие поражения сборной.
Отыграв за «Арранс Джописа Бургос» (ныне «КБ Сьюдад де Бургос») — 3 сезона с (2005 по 2008 год) в высшей лиге чемпионата Испании по баскетболу среди женщин покинула клуб, который опустился по результатам сезона 2007—2008 годов в 1 лигу испанского первенства и перешла в каталонский баскетбольный клуб «КБ Олеса-Эспаньол» проведя там сезон 2008—2009 года (5 место). Став за сезон лидером клуба.
В июне 2009 года в составе сборной Испании на чемпионате Европы в Латвии Анна завоевала бронзовую медаль играя во всех играх. Сборная дошла до полуфинала, где проиграла сборной России.
После чемпионата Европы Анна Крус переходит и усиливает баскетбольный клуб «Ривас Экополис» (Мадрид) в сезоне 2009—2010 годов клуб играет в Женской Евролиге и занимает 3 место в чемпионате Испании.
В сентябре 2010 года, на мировом первенстве в Чехии, в составе сборной Испании, Анна выигрывает бронзовую медаль.
В сезоне 2010—2011 года завоевывает в составе клуба «Ривас Экополис» (Мадрид) Кубок Испании, в чемпионате Испании − 4 место и в Женской Евролиге выбыли в 1/8 финала.
На чемпионате Европы в Польше Крус вместе с командой потерпела оглушительный провал. Сборная Испании заняла 9-е место и как следствие не прошла отбор на Олимпиаду — 2012.
Однако выступление за клуб в сезон 2011—2012 года оказалось удачным в Женской Евролиге впервые в истории Анна с клубом дошли до финала, где «Ривас Экополис» (Мадрид) проиграл другому испанскому клубу «Рос Касарес» (Валенсия).
Анна Крус в сборной Испании в 2012 году помогла пройти квалификацию на чемпионат Европы 2013 года.
Сезон 2012 −2013 года с клубом «Ривас Экополис» (Мадрид) завоевывает серебряные медали чемпионата Испании и завоевывает 2-й кубок Испании по баскетболу.
Летом 2013 года состоялся переход Анны Крус в «Премьер-Лигу» России клуб «Надежда» (Оренбург) и в первом сезоне 2013—2014 в составе «Надежда» помогает клубу в первые в своей истории завоевать серебряные медали уступив в финале екатеринбургскому клубу «УГМК» и выходит с клубом в Финал восьми Евролиги ФИБА (среди женщин) 2013/2014.
Анна Крус дебютировала в WNBA команде «Нью-Йорк Либерти» 4 мая в 2014 в игре «Коннектикут Сан», забив два очка.
В сезоне 2014 года в WNBA сыграла во всех 34 играх.
После игр в WNBA она добивается приглашение в сборную Испании на чемпионат мира 2014 года в Турции и впервые выигрывает серебряные медали.
Сезон 2014—2015 годов Анна Крус остается играть за «Надежда» (Оренбург)
Летом 2015 года подписала контракт с Миннесотой Линкс.
12 июля 2016 года было объявлено о подписании контракта Анны Крус с Динамо (Курск).
После Олимпийских игр в Рио-де-Жанейро снова подписала контракт с Миннесотой Линкс до конца сезона.

## Статистика выступлений за сборную Испании (средний показатель)
| Сборная         | Сезон | Место        | Чемпионат | Чемпионат | Чемпионат | Чемпионат |
| Сборная         | Сезон | Место        | Игр       | Очк       | Подб      | Перед     |
| --------------- | ----- | ------------ | --------- | --------- | --------- | --------- |
| ЧЕ (до 18 лет)  | 2003  | квалификация | 4         | 10,0      | 2,5       | 0,2       |
| ЧЕ (до 18 лет)  | 2004  | отборочный   | 1         | 12        | 2         | 1         |
| ЧЕ (до 18 лет)  | 2004  |              | 8         | 9,9       | 2,1       | 1,2       |
| ЧМ (до 19 лет)  | 2005  | 5            | 8         | 6         | 3         | 0,5       |
| ЧЕ (до 20 лет)  | 2006  | 4            | 8         | 10,4      | 4,2       | 1,9*      |
| ЧМ (до 21 года) | 2007  | 9            | 6         | 13,5      | 5         | 2,2       |
| ЧЕ 2009         | 2009  |              | 9         | 5,6       | 2,1       | 0,6       |
| ЧМ 2010         | 2010  |              | 8         | 2,8       | 2,6       | 0,9       |
| ЧЕ 2011         | 2011  | 9            | 6         | 1,7       | 3         | 1,7       |
| ЧЕ 2013         | 2012  | квалификация | 8         | 8,9       | 3,4       | 2,8       |
| ЧМ 2014         | 2014  |              | 6         | 8,8       | 3,3       | 1,3       |

## Достижения
- Серебряный призёр Олимпийских игр 2016
- Серебряный призёр чемпионата мира: 2014.
- Бронзовый призёр чемпионата мира: 2010.
- Бронзовый призёр чемпионата Европы: 2009.
- Серебряный призёр Европы среди юниорок: 2004
- Чемпион Евролиги: 2017
- Серебряный призёр Евролиги: 2016.
- Серебряный призёр Испании: 2013
- Серебряный призёр чемпионата России: 2015, 2016, 2017
- Обладатель Кубока Испании по баскетболу среди женщин: 2011, 2013